# Howden Ganley
Howden Ganley (n. 24 decembrie 1941 în Hamilton, Noua Zeelandă) este un fost pilot de Formula 1 care a evoluat în Campionatul Mondial între anii 1971 și 1974.